# Nguyễn Phúc Cảnh
Anh Duệ Hoàng thái tử (chữ Hán: 英睿皇太子, 6 tháng 4 năm 1780 - 20 tháng 3 năm 1801), tên thật là Nguyễn Phúc Cảnh (阮福景), tục gọi là Hoàng tử Cảnh (皇子景), Đông cung Cảnh (東宮景) hay Ông Hoàng Cả, là vị hoàng thái tử đầu tiên dưới triều nhà Nguyễn trong lịch sử Việt Nam.
Ông là đích trưởng tử của vua Gia Long (Nguyễn Ánh), chào đời vào những năm mà vua cha đang phải lưu lạc ở miền Nam vì sự truy đuổi của nhà Tây Sơn. Từ năm 1783 đến 1789 ông theo Giám mục Pigneau de Behaine (Bá Đa Lộc) sang cầu viện triều đình Bourbon nước Pháp để giúp đỡ cho nhà Nguyễn chống lại Tây Sơn, tuy nhiên không đạt được thỏa thuận chính thức nào. Sau khi về nước, ông được lập làm Đông cung Thế tử năm 1793 và nhiều lần theo vua cha ra chiến trường hoặc đảm nhận vai trò nhiếp chính ở hậu phương.
Đông cung Cảnh qua đời vì bệnh đậu mùa năm 21 tuổi, một năm trước khi Nguyễn Ánh thống nhất đất nước, vì thế ông không bao giờ được bước lên ngôi Hoàng đế. Cái chết của ông dẫn đến cuộc tranh cãi về người kế vị trong triều đình nhà Nguyễn mà kết cục Hoàng tử thứ xuất Nguyễn Phúc Đảm vượt qua 2 vị cháu đích tôn của vua Gia Long để bước lên ngôi Thái tử, cũng chính là vua Minh Mạng sau này.

## Tuổi trẻ

### Thân thế

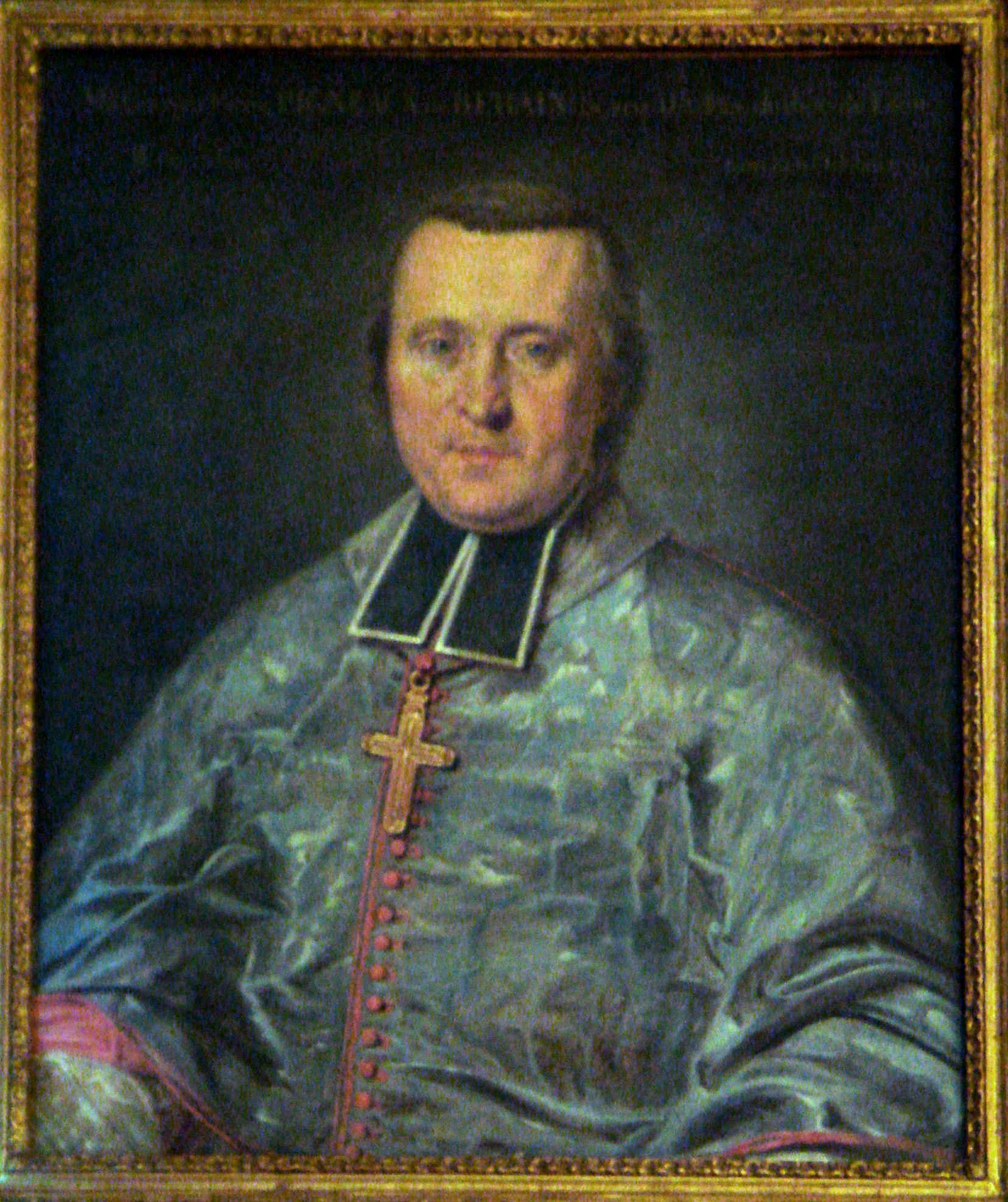
Chân dung Pigneau de Behaine (Bá Đa Lộc) năm 1787 của Maupérin.

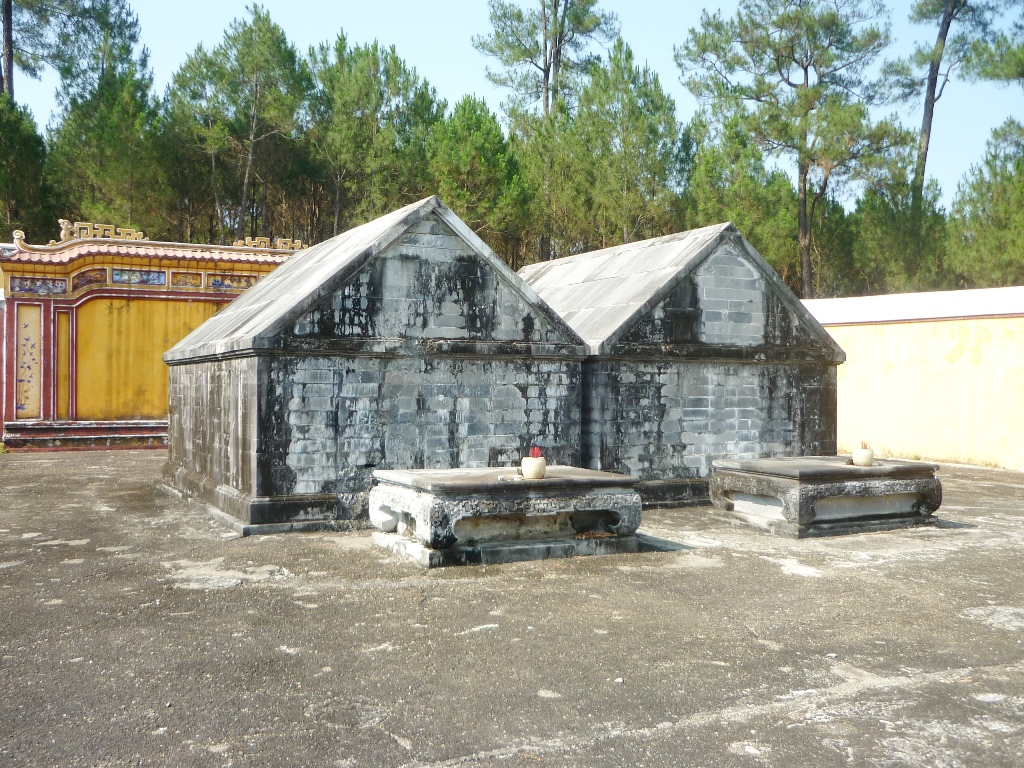
Mộ phần song thân của Hoàng tử Cảnh, vua Gia Long và Thừa Thiên Cao hoàng hậu Tống Thị Lan

Nguyễn Phúc Cảnh chào đời vào ngày Tân Tỵ tháng 3 (âm lịch) năm Canh Tý, tức ngày 6 tháng 4, năm 1780  tại Gia Định. Ông là con trai trưởng trong số những người con sống đến tuổi trưởng thành của vua Gia Long (Nguyễn Ánh), khi đó còn xưng là Nguyễn vương ở thành Gia Định. Mẹ ông là vợ cả của Nguyễn Ánh, Nguyên phi Tống Thị Lan tức Thừa Thiên Cao hoàng hậu. Đúng ra thì trước Hoàng tử Cảnh, Tống hoàng hậu còn hạ sinh một người con trai nữa tên là Chiêu nhưng chết yểu, cho nên Hoàng tử Cảnh được coi là con trai trưởng và cũng là người con đích xuất duy nhất của Nguyễn Ánh.
Bấy giờ tình hình miền nam rối ren, ở đất Quy Nhơn từ năm 1771 có ba anh em Nguyễn Văn Nhạc, Nguyễn Văn Huệ và Nguyễn Văn Lữ phất cờ khởi nghĩa, sử gọi là cuộc Khởi nghĩa Tây Sơn. Chính quyền nhà Nguyễn suy yếu, bị Tây Sơn lấn bức phải lui từ Phú Xuân về Gia Định. Đến năm 1777, Tây Sơn tiến đánh Gia Định, bắt giết Thái Thượng vương Nguyễn Phúc Thuần, Tân Chánh vương Nguyễn Phúc Dương cùng hầu hết tông thất họ Nguyễn. Nguyễn Ánh may mắn trốn thoát được và sau được các tướng tôn lên ngôi Chúa vào năm 1780.

### Lênh đênh ở hải ngoại

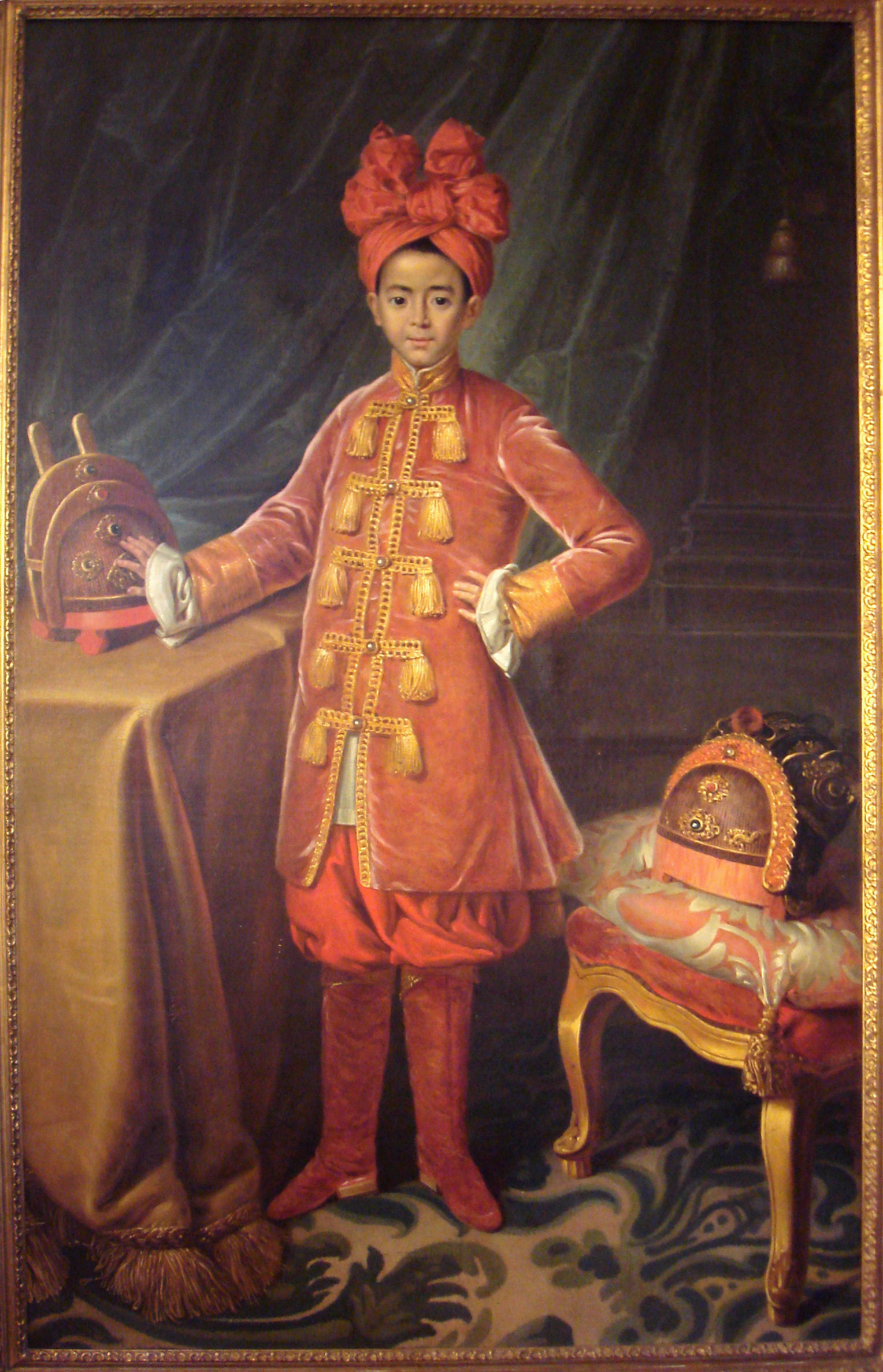
Hoàng tử Cảnh tại Pháp

Tuy nhiên Tây Sơn vẫn liên tục tấn công miền Nam, Nguyễn vương phải liên tục bỏ chạy. Mùa hạ năm 1783, Nguyễn vương bị thua ở đảo Diệp Thạch và tìm đường chạy trốn sang Xiêm La, trước khi đi ông nhờ cậy một Giám mục ủng hộ mình là Pigneau de Behaine (Bá Đa Lộc, tục gọi là Cha Cả) sang cậy nhờ nước Pháp giúp đỡ, đồng thời đưa Hoàng tử Cảnh đi theo để làm con tin. Năm đó Hoàng tử Cảnh mới có 4 tuổi, đến lạy từ biệt, Chúa và bà Nguyên phi gạt nước mắt tiễn đưa. Nhưng vì trái gió trở trời nên thực chất mãi đến năm sau tức 1784 thì đoàn người mới khởi hành. Cùng đi với Hoàng tử Cảnh và Bá Đa Lộc còn có các quan Phạm Văn Nhân và Nguyễn Văn Liêm.
Mùa xuân năm Ất Tỵ (1785), đoàn sứ giả đến Pondichéry, một thuộc địa của Pháp ở Ấn Độ và phải dừng chân ở đây vì nước Pháp có biến. Tháng 7 năm 1786, viên quan trấn giữ Pondichéry mới cho thuyền Aréthuse đón đám người Hoàng tử Cảnh và Bá Đa Lộc đến nước Pháp, còn các quan người Việt trở về Vọng Các với chúa Nguyên. Chỉ còn Hoàng tử Cảnh cùng Bá Đa Lộc đến nước Pháp vào tháng 2 năm sau và họ được Pháp hoàng Louis XVI tiếp đãi theo lễ dành cho Quốc vương. Ngày 5 tháng 5 năm 1787, họ vào triều yết ở cung điện Versailles. Hoàng tử Cảnh dáng vẻ khôi ngô, rất được chú ý. Giám mục thuê Léonard (người hầu chải tóc cho Vương hậu Maria Antonia của Áo) sửa tóc cho Hoàng tử, bỏ khăn nhiễu thay bằng khăn lĩnh (satin) đỏ thắt múi (noeud), do Léonard vẽ kiểu. Lại may cho Hoàng tử một bộ y phục kiểu Pháp pha Á đông, bỏ áo dài, quần lụa, và thuê họa sĩ Maupérin vẽ chân dung Hoàng tử Cảnh mặc áo đỏ, đi hia đỏ, tay phải đặt lên một cái mũ, đầu quấn khăn Léonard. Bức tranh này được trưng bầy ở Académie Royale de Peinture et Sculpture (Hàn lâm viện Hội họa và Điêu khắc) năm 1791, sau do Hội Truyền giáo nước ngoài ở Paris giữ.
Trong một lá thư gửi năm 1885 từ Pondichéry cho Giám đốc Hội Truyền giáo nước ngoài MEP, Bá Đa Lộc đánh giá công việc của mình:
"Tôi cần sự giúp đỡ của quý vị trong việc giáo dục vị Hoàng tử bé nhỏ do tôi phụ trách...Tôi muốn dạy theo truyền thống đạo Thiên Chúa.... Hoàng tử mới lên sáu tuổi mà đã biết đọc kinh và hết lòng mộ đạo...rất mến tôi chứ không nhớ gì đến cha mẹ hay các bà nhũ mẫu....Nếu sau này cha của Hoàng tử có xoay ra thân thiện với người Anh hay người Hòa Lan thì hẳn quý vị cũng thấy việc dạy dỗ, uốn nắn ông Hoàng nhỏ bé này hữu ích biết chừng nào."
Ngày 21 tháng 11 năm 1787, Hiệp ước Versailles được ký bởi Armand Marc, bá tước Montmorin, Bộ trưởng Bộ Ngoại giao và Hải quân, và Bá Đa Lộc, Đặc sứ Nguyễn vương Ánh. Theo 2 điều khoản chính của hiệp ước, thì vua Louis XVI hứa sẽ giúp đỡ Nguyễn Ánh để lấy lại ngôi vị, bằng cách cung cấp 1.650 quân (1.200 lính bộ binh, 200 lính pháo thủ và 250 lính da đen Cafres) và 4 chiến hạm. Đổi lại, Nguyễn vương sẽ nhường hẳn đảo Côn Lôn (người Pháp ghi là Pulo-Condore), đồng thời cho Pháp thuê cảng Đà Nẵng (người Pháp ghi là Tourane) với giá ưu đãi, kèm theo độc quyền kinh doanh.
Thời gian Hoàng tử Cảnh ở Pháp cũng trùng vào giai đoạn mà Thomas Jefferson (1743 - 1826), vị tổng thống Hoa Kỳ tương lai, đang làm đại sứ ở Pháp (1784 - 1789). Jefferson tỏ vẻ quan tâm đến xứ Nam Kỳ và tỏ ý định muốn thu thập những giống lúa của Đàng Trong về trồng ở nước Mỹ, vì thế ông ta đã đích thân tới gặp Hoàng tử Cảnh để ngỏ lời xin. Về sau ông có khẳng định rằng Hoàng tử Cảnh đã đồng ý với đề nghị của mình, nhưng rốt cuộc về sau Hoàng tử mất sớm, việc này không thực hiện được.

### Về nước
Mùa năm năm ấy, nước Bồ Đào Nha sai viên tướng An Tôn Lỗi mang quốc thư và phẩm vật đến gặp Nguyễn vương đang lưu vong ở Vọng Các (Bangkok), xin Vương vào ở ở thành Goa, tự nói là đã có 56 chiếc thuyền chiến để đợi đến giúp. Khi ấy người Xiêm không còn mặn mà gì với Nguyễn Ánh sau thất bại ở Rạch Gầm - Xoài Mút. Người Xiêm thấy người Bồ đến liên lạc với chúa Nguyễn, có ý không bằng lòng nên chúa Nguyễn phải từ tạ và tiễn An Tôn Lỗi về nước. Từ đó Nguyễn vương đem lòng ghét người Xiêm và mật báo tướng sĩ định kế trở về nước.
Mùa thu năm 1787, nhân Nguyễn Huệ bận lo việc ở Bắc Hà, Nguyễn Ánh thừa cơ về chiếm lại miền Nam. Khi về nước, vợ chồng chúa rất nhớ Hoàng tử, bèn sai Hộ bộ là Trần Phước Giai, quản Tiểu sai đội là Tống Phước Ngọc đi đón ông về. Đoàn người của Hoàng tử Cảnh rời Pháp quốc tháng 12 năm 1787 trên chuyến tàu Dryade và cập bến Pondicherry vào ngày 18 tháng 5 năm 1788. Việc thi hành hiệp ước Versailles gặp khó khăn vì Conway, toàn quyền Pháp ở Pondichéry, gửi thư về triều đình Pháp tỏ ý ngăn cản. Sau cùng chính vua Louis XVI, theo báo cáo của Conway, đổi ý, lệnh cho Conway không giúp Nguyễn Ánh. Trong suốt thời gian này, Nguyễn Vương viết nhiều thư gửi Hội thừa sai Macao hỏi tin con trai, nhưng hầu như ông không nhận được tin tức gì cả.
Họ ở lại đó hơn 1 năm từ tháng 5 năm 1788 đến tháng 6 năm 1789. Ngày 15 tháng 6 năm 1789, đoàn sứ giả về Việt Nam trên chuyến tàu Méduse. Ngày 24, Nguyễn Phúc Cảnh và Bá Đa Lộc về đến Sài Gòn. Vương an ủi Cảnh rằng
Con ta đi góc biển chân trời đã 6 năm nay, ngày nay được hội họp là sự may trời giúp cho.
Cùng theo về với Bá Đa Lộc và Hoàng tử Cảnh là một số người Pháp như: Philippe Vannier (tên Việt là Nguyễn Văn Chấn), Jean-Baptiste Chaigneau (tên Việt là Nguyễn Văn Thắng). Những người này theo về với nhà Nguyễn nhằm tránh cuộc cách mạng đang rục rịch ở đất nước họ. Từ năm 1789 đến 1793, Hoàng tử vẫn ở cùng với Bá Đa Lộc tại một ngôi nhà riêng gọi là dinh Tân Xá, hay dinh Giám mục.

## Thái tử nhà Nguyễn

### Sách lập Đông cung

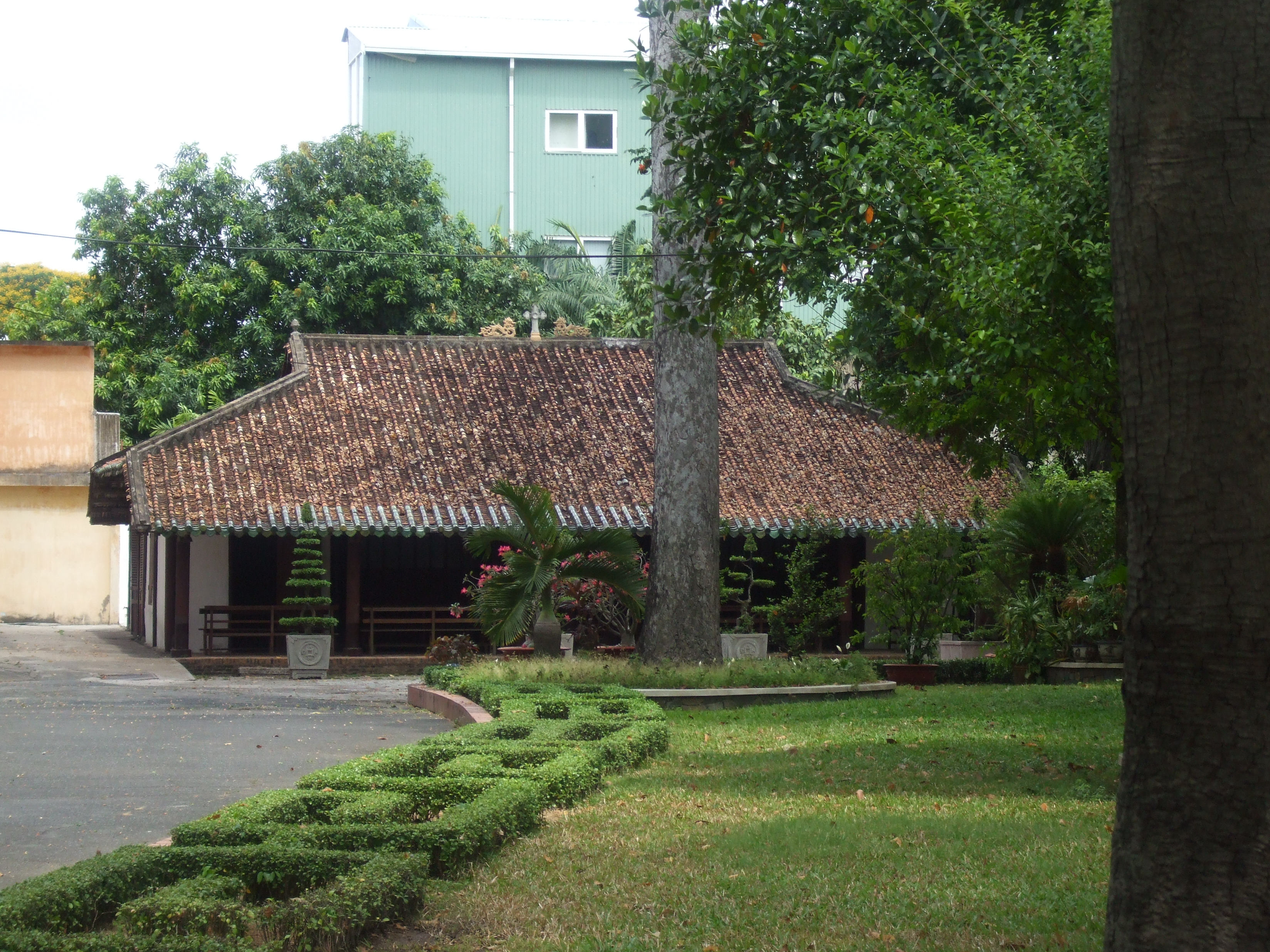
Nhà nguyện Tòa tổng Giám mục Thành phố Hồ Chí Minh, tức dinh Tân Xá, được xem là ngôi nhà kiến trúc cổ lâu đời nhất tại thành phố này. Đây từng là nơi ở của Đông cung Cảnh và Bá Đa Lộc từ năm 1790 đến 1793

Sau khi Hoàng tử trở về, các quan khi ấy đều tâu xin cho Hoàng tử lên chính vị Đông cung, nhưng Nguyễn vương cho là Cảnh tuổi còn nhỏ, nên tạm gác việc ấy đi. Mãi đến mùa xuân năm Quý Sửu (1793), Hoàng tử Cảnh đã 14 tuổi, các quan lại dâng biểu xin lập tự. Nguyễn Ánh mới nghe theo, sách lập Hoàng tử Cảnh làm Đông Cung, gia phong Nguyên Súy Quận công (元帥郡公), được dựng phủ Nguyên Súy, được ban ấn Đông cung chi ấn. Sắc phong viết rằng
Cha có con như trời có nguyên khí. Nguyên khí lớn lên, thì đạo trời mới thịnh. Họ có ngành như sông có nhánh, nhánh trên mà sâu, thì dòng sông càng xa. Cho nên thánh đế minh vương, đương lúc thái bình, còn nghĩ lập ngôi thái tử; huống nay đánh đông đánh tây, đương lúc dẹp loạn, há quên dựng người nối ngôi! Nguyễn Phước Cảnh là con cả của nhà, là vua sau của nước. Học thì lo cầu văn chương lễ nhạc, gần theo những bực hiền lương; đạo thì lo tìm tâm pháp thánh hiền, nhờ cậy các quan sư phó. Tuy trạc tuổi hãy còn non trẻ, việc nên chăng chẳng khác mọi người; nhưng gian hiểm đã từng trải quan, lịch số trời tất ở con đó. Nay lập làm Đông cung Cảnh quận công, để thống nhất lòng dân, hợp lời nghị luận. Phải làm cho tâm đức xứng ánh sáng của Tiền tinh; khiến cho người đời thấm ơn sâu của Tiểu hải.
Dựng phủ Nguyên súy, đặt liêu thuộc, lấy văn vũ đại thần (Lễ bộ 1 viên, phó tướng 1 viên) giúp làm việc phủ, việc nhỏ do các đại thần phân xử, việc lớn bẩm Súy phủ quyết định, đó gọi là để cho Đông cung làm quen với việc chánh sự. Vương cho rằng Đông cung còn trẻ tuổi, muốn được Thái phó Thái bảo tốt để giúp, bèn theo lời Tống Phước Đạm mà dựng nhà Thái học, đặt một Đông cung phụ đạo, 2 thị giảng, 8 Hàn lâm thị học, 6 Quốc tử giám thị học, mỗi ngày hai buổi họp các quan đốc học ở nhà thái học để giảng bàn kinh sử. Phàm Đông cung nói gì làm gì, thị học phải ghi hết, mỗi tháng một lần tiến lên vua xem, để xem đức nghiệp tiến ích thế nào. Lấy Hàn lâm viện chế cáo là Trịnh Hoài Đức và Lê Quang Định làm Đông cung thị giảng..

### Giao tranh với Tây Sơn
Mùa hạ năm đó, Nguyễn Ánh tấn công thành Quy Nhơn, để Đông cung trấn giữ Gia Định, lấy Phó tướng Tả quân Phạm Văn Nhân và Giám quân Trung dinh Tống Phước Đạm giúp việc.. Mùa đông lại cử ông ra trấn giữ thành Diên Khánh, có Phạm Văn Nhân và Tống Phước Đạm theo giúp. Dụ rằng
Đất Diên Khánh bốn mặt đều là chiến trường, dân chúng lầm than lắm rồi. Ta ngày đêm vất vả, nếm đủ đắng cay mới giành được miếng đất ấy. Con nên chuyên tâm, trong giữ yên dân, ngoài lo chống giặc, để đáp tấm lòng mong mỏi của dân và khiến quân giặc phải sợ. Con phải gắng làm như chính ta trông thấy. Vả lại từ xưa các đế vương, không ai là không học, thế cho nên Thái Giáp học mà làm cháu hiền vua Thang, Thành vương học mà làm vua hiền nhà Chu. Con khi lúc việc binh thư rỗi, nên tuân theo lời sư phó, siêng giảng kinh sách, học để nối sáng, ngày không chơi rỗi, thì khi có việc binh nhung đã có thể biết sai tướng điều binh; trong lúc thái bình, cũng biết tề nhà trị nước. Đến như người bên tả bên hữu, nên chọn người ngay thẳng, không thể ở liền với người không đứng đắn. Ra đó thì phải cố gắng đấy.
Tháng 3 năm 1794, vua Cảnh Thịnh nhà Tây Sơn sai tướng là Trần Quang Diệu đem thủy binh vào cửa biển Nha Trang, Nguyễn Văn Hưng đem bộ binh đến Bình Khang, hợp quân lại tiến sát đến thành Diên Khánh, bổ vây ba mặt. Các gián điệp của nhà Nguyễn báo tin về Gia Định. Nguyễn vương ban chiếu cho Đông cung chỉnh đốn tướng sĩ, phòng bị nghiêm cẩn. Đông cung dâng biểu tâu bày việc quân trong thành thiếu lương thực, số lương còn lại chỉ đủ dùng 1 tháng. Vương liền sai Nguyễn Văn Thành thống lĩnh binh thuyền chở hơn 4 vạn phương gạo lương, nhưng đến Vũng Tàu ngược gió chưa tiến được, lại sắc cho Lưu thủ Bình Thuận Nguyễn Văn Tánh theo đường bộ chở 3.000 phương gạo kho đi suốt ngày đêm, để sẵn mà chi phát.
Nguyễn Văn Hưng với 40.000 quân đang xâm phạm địa phận Phú Yên. Lưu thủ Nguyễn Văn Nhân cấp cáo về Diên Khánh. Đông cung ra lệnh cố giữ để chờ viện binh. Ít lâu sau Phú Yên bị mất, Nguyễn Văn Nhơn chạy về Diên Khánh giữa đường hành quân thì gặp truy binh Tây Sơn đuổi theo. Đông cung sai Trần Văn Tín ra tiếp chiến, đánh bại Tây Sơn ở Thanh Khê. Nhưng quân Tây Sơn lại nhanh chóng đến tiếp ứng, Trần Văn Tín lại phải rút lui. Tây Sơn thừa thắng kéo tới vây thành Diên Khánh. Nhân cho rằng quân ít không chống nổi, gọi Võ Văn Lượng vào thành chống giữ, sai Mạc Văn Tô và Nguyễn Đức Thành đóng đồn ở Tam Độc (Ba Ngòi), Nguyễn Văn Nhơn đóng đồn ở Long Cương (Gò Rồng), Nguyễn Long đóng đồn ở Thượng đạo, để ngăn quân giặc và thông đường tiếp viện từ Gia Định.
Sau đó quân tiếp viện của Nguyễn Văn Thành đến, bèn cùng Nhân tiến đóng ở các xứ Phong Lộc và Trường Kiều, hai bên cầm cự với nhau ở cổng thành. Nguyễn Ánh viết thư cho Đông cung rằng
Giặc cậy đông mà kiêu, không đáng lo. Con nên cùng các tướng giữ thành cho vững, không bao ngày nữa đại binh sẽ tới. Nếu bỏ thành ấy thì từ Chánh phó tướng trở xuống đều lấy quân pháp trị tội.
Sau đó thân hành dẫn đại binh đến cứu viện. Quân Tây Sơn nghe thấy Nguyễn vương đến thì giải vây Diên Khánh, chạy về các hướng Quy Nhơn và Phú Yên. Thấy các tướng Tây Sơn Nguyễn Văn Hưng, Nguyễn Văn Chân ở trong cửa biển chẹn chỗ hiểm chống giữ; cùng Nguyễn Văn Huấn giữ chợ Vân Sơn và Trần Viết Kết giữ bảo Hà Nha, Đông cung xin đi đánh các nơi này. Nguyễn vương không theo cách đó mà lệnh cho các tướng tùy địa thế đặt đồn bảo ở khoảng La Thai và Hà Nha, lại đặt thêm trọng binh ở Cù Mông, để giặc lui thì ta tiến chờ khi phá được thủy binh giặc thì sẽ đánh úp lấy thành Quy Nhơn.
Đông cung đốc xuất bộ binh các đạo theo đường thượng đạo đánh úp phá ba đồn Hà Nha, Thị Dã, Chủ Sơn, bắt được hơn 2000 quân giặc, đô đốc giặc là Nguyễn Văn Mân bỏ chạy. Sau đó ông theo lệnh vua cha mà kéo quân về đồn Tân Thị. Tháng 8 năm đó Nguyễn vương thấy ông khó nhọc mãi ở ngoài, mới sai Võ Tánh thay giữ thành Diên Khánh, ra lệnh cho ông đem quân thuộc bộ của ông coi về Gia Định trước.
Mùa xuân năm 1795, Nguyễn vương thân chinh ra thành Diên Khánh, để Đông cung ở lại trấn giữ Gia Định, lấy Phó tướng Tả quân Phạm Văn Nhân, Giám thành sứ Tô Văn Đoài, Lễ bộ Nguyễn Đô, Tham mưu Nguyễn Thái Nguyên, Hộ bộ Phan Thiên Phước, Hình bộ Nguyễn Văn Nghị giúp việc. Ông ra sức vỗ yên trăm họ, và vận tải quân nhu, về phương pháp phòng ngự, có đủ điều kiện, làm cho quân dân đều yên cả. Lại hay giải quyết kiện tụng, cấm chỉ gian tà. Các đội Tiểu sai, Tiểu hậu, phần nhiều hay xuống các làng lừa dối, ông xét bắt tên can phạm tâu xin giết đi. Ai nghe thấy cũng khen và thỏa lòng. Sau đó có đội Tiểu hầu xuống dinh Phiên Trấn thu tiền chiếu của xã dân, Hậu quân Võ Tánh nghe biết, nói với Đông cung xin đem việc tâu lên. Đông cung nói rằng đáp rằng việc đó là do có chỉ dụ của vua nên chúng mới làm. Tánh nói:
Súy phủ là ngôi thái tử của nhà nước, bọn Tánh làm bầy tôi thân của nhà nước, việc gì bất tiện thì phải tâu ngay, nếu cứ dạ dạ vâng vâng thì không thể gọi rằng nhà có con biết can, nước có tôi biết can được. Nếu súy phủ không nói thì Tánh cùng Tiền quân Hội cũng phải nói, quyết không dám bưng miệng nín lặng để phụ nhà nước. Huống chi cái tệ riêng của kẻ sai dịch ngày trước súy phủ đã xin trừ, đã được chúa thượng khen nhận và xuống lệnh cấm hẳn. Nay bọn kia lại đem việc ấy mà cầu xin được chỉ, chẳng hóa ra để người ngoài đồn rằng bọn tiểu sai chống lại súy phủ à?
Đông cung liền đem việc ấy tâu. Vương lại ra lệnh cấm.
Tháng 5 năm 1797, vì quân Tây Sơn ở Quy Nhơn quá đông, không đánh được, Nguyễn vương đem chiến thuyền ra cửa bể Đà Nẵng, Quảng Nam, sai Đông Cung đem tướng sĩ dinh Tả quân vào cửa biển Đại Chiêm, đánh lấy chợ Đông An ở Hội An, thẳng tới Chiêm Dinh, chia đặt đồn sở. Tháng 6, đi đánh giặc ở La Qua thắng trận, được thưởng 1000 quan tiền. Khi đã kéo quân về, ông xin làm liệt truyện các bề tôi có lòng trung rõ rệt để khuyến khích lòng người. Vương cho y.
Tháng 10 năm 1798 lại lĩnh mệnh trấn thủ Diên Khánh. Tháng 12, triều đình ban áo rét cho Đông cung Cảnh và các tướng hiệu theo thú ở Diên Khánh là bọn Cai cơ thượng đạo Mai Tiến Vạn, Nguyễn Văn Quế và Nguyễn Văn Nguyện. Hoàng tử và các quan văn võ sai người đem tờ khải đến Diên Khánh tiến lễ mừng tiết Chạp cho Đông cung. Trong tờ khải hoàng tử xưng là bọn em, quần thần xưng là văn võ thần. Mùa xuân năm 1799, Vương lại sai ban những đồ ngự dùng tặng cho Đông cung ở Diên Khánh. Tháng 9 năm đó gặp lúc triều đình thu phục Quy Nhơn và đổi tên là Bình Định, ông lại được triệu về Gia Định.

## Tính cách

### Thái tử nhân hậu
Đông cung thiên tư thông sáng, học qua kinh sử, thích nghe lời nói thẳng. Năm 1797, Nguyễn vương sai Lễ bộ Ngô Tùng Châu hiệp cùng nguyên Lễ bộ kiêm Đốc học Nguyễn Thái Nguyên phụ đạo Đông cung. Tùng Châu là người Tân Bình dinh Phiên Trấn, người thanh liêm, học hạnh thuần chính, Nguyễn Ánh đặc biệt để ý, nên có mệnh này. Từ đó Ngô Tùng Châu cũng ra sức dạy bảo, sửa chữa cho ông, nói thẳng không giấu giếm, mà ông đối với Tùng Châu cũng tôn kính theo lễ với người thầy. Một hôm giảng thiên Nhạc ký, Tùng Châu nói rằng
Người đời xưa làm nhạc cùng trời đất cùng khí hòa.
Đông cung đáp
Người đời xưa làm nhạc như thế để cảm động đến trời đất, quỷ thần. Nay cúng tế ở miếu theo tục dùng bọn nữ nhạc, chèo hát, là rất vô vị.
Giảng bàn đến đêm khuya, vẫn không biết mỏi. Khi Tùng Châu khen ngợi ông chăm đọc sách, ông đáp
Hán Cao Tổ, Tống Thái Tổ đều là vua giỏi dựng nên cơ nghiệp. Hán Cao Tổ thì nói: Ta vì ngồi trên cật ngựa mà được thiên hạ, dùng thi thư làm gì mà Tống Tổ thì tuy ở trong quân chưa từng bỏ quyển sách, chỉ một việc ấy đủ biết hai vua kia đã cách nhau xa lắm.
Bấy giờ trong nước chiến tranh liên miên, tình trạng trốn lính rất nhiều, nên có lệnh bắt vợ con lính trốn giam lẫn lộn ở trại giam quân, Đông cung thấy thế, tâu rằng:
Con trai con gái có phân biệt, là phép đời cổ. Người đàn bà giam giữ ở chỗ kín một đêm, suốt đời khó nói cho minh bạch được. Nay cho làm sở giam riêng biệt.
Nguyễn vương nghe theo.
Mùa đông năm 1798, Đông cung thay Nguyễn Văn Thành trấn thủ Diên Khánh, Bá Đa Lộc, Tống Viết Phước đều lệ thuộc theo cùng. Viết Phước thường cậy thế bức hiếp Bá Đa Lộc mà Đông cung vẫn làm ngơ cho qua. Nguyễn vương biết được mới bảo rằng
Phàm nhân hậu cũng phải đi chung với quả quyết, mới nên việc. Mày trấn giữ Diên Khánh, việc ở ngoài cửa kinh thành trở ra đều phải trông coi cả thế mà Phước trước đã cậy quyền làm oai sau lại vô lễ với người sư phó mà mày cứ nín nhịn chẳng phải là quá nhu nhước ư. Từ rày về sau từ phó tướng trỏ xuống, ai không theo lệnh thì chém đầu để nghiêm tướng lệnh.
Viết Phước từ đó mới biết sợ sệt. Đông cung ở ngoài thường gửi thư thăm khỏi sức khỏe bà Nguyên phi. Bà đưa thư nghiêm trách nhiều lần thì ông mới thôi.
Tỉnh Gia Định có nhiều kẻ trốn sai dịch vào chùa ở. Có nhà sư tên Cao phạm tội, vua muốn giết và truyền lệnh phàm các sư tăng dưới 50 tuổi đều phải chịu sai dịch như người thường. Các quan có ý ngăn cản, vua còn do dự thì Ngô Tùng Châu, vì trọng đạo Nho, nói với Đông Cung rằng vua bài trừ đạo Phật như thế là việc rất hay, bầy tôi đã không biết tán thành lại còn can ngăn là rườm lời, cái hại về đạo Phật, đạo Lão còn quá hơn đạo họ Dương, họ Mạc. Đông Cung nghe theo, dâng sớ chỉ trích cái bậy của các nhà sư, vua mới quyết định.
Mùa hạ, tháng 4, năm 1800 lấy hàng thần là Nguyễn Gia Cát, tiến sĩ nhà Lê làm Đốc học, hầu Đông cung (lúc này Ngô Tùng Châu đã tự sát sau khi thành Quy Nhơn thất thủ trước Trần Quang Diệu), Thị lang Mai Huy Đường, Lê Đình Kỳ, Nguyễn Danh Xán và Nguyễn Nhu, Cấp sự trung Nguyễn Huy Hàn và Nguyễn Huy Bảo, Hàn lâm Vũ Thế Nho, sung Hàn lâm viện, Thị giảng.
Tháng 7 năm đấy, Trần Quang Diệu của Tây Sơn kéo quân vây thành Bình Định. Nguyễn vương thân hành dẫn quân cứu viện, để Đông cung ở lại trấn thành Gia Định. Gặp khi tỉnh Hà Tiên đói, Cai cơ là Mạc Tử Thiêm sai dân mua thóc ở Kiên Giang, Long Xuyên, quan ở đấy không cho mua, Tử Thiêm xin triều đình, ông nói rằng
Buôn thóc đưa ra biển, tuy có điều cấm, nhưng dân Hà Tiên cũng là con đỏ của triều đình, há nỡ ngồi mà coi dân lặn xuống ngòi lạch chết ư?
Mới cho bán thóc cho người Hà Tiên, nhờ vậy cứu được dân qua cơn đói. Bấy giờ Đông cung Cảnh thấy xa giá đi đánh giặc, binh các dinh Gia Định đều điều đi cả, xin lập thêm chi binh, chiêu mộ những quân trốn và những dân ngoại tịch bổ vào cho đủ canh giữ. Vua y cho. Tuy nhiên các tướng ở dinh Vĩnh Trấn bắt lính bắt cả những người dân chưa đến 18 tuổi, dân phần nhiều không chịu nổi. Đông cung nghe tin quở trách, ra lệnh phải theo ý nguyện của dân, không được làm dân sợ hãi. Năm ấy Gia Định được mùa, Đông cung Cảnh dâng sớ tâu và nói
Nhân nay mùa rỗi, xin bắt 10.000 dân phu và số người đồn điền lấy ba phần mười, ủy cho Công bộ Trần Văn Thái đem đi Quang Hóa lấy gỗ ván chở về, đóng thêm 50 chiếc thuyền đi biển, để sẵn cho quân dùng.
Vương cho lời ấy là đúng.
Hoàng tử Cảnh có ngoại hình đẹp đẽ và sang trọng, sau này Shihõken Seishi, thủy thủ Nhật, khi sang Gia Định, được vào yết kiến chúa Nguyễn, đã viết
Thái tử độ trạc hai mươi tuổi, rất đẹp và sang trọng không ai sánh nổi. Trong tất cả các nước mà tôi ghé qua trên đường trở về [Nhật], chúng tôi chưa thấy ai đẹp như ông.

### Thân thiện với đạo Thiên Chúa
Do đi theo Giám mục từ nhỏ nên Đông cung rất có cảm tình với người phương Tây và đạo Thiên Chúa, khi mới về Việt Nam Bá Đa Lộc không thành công trong việc thuyết phục Gia Long cải sang Công giáo nhưng ông ta cũng khiến Hoàng tử Cảnh trở thành 1 người sùng đạo. Lúc đầu Hoàng tử còn không chịu quỳ bái trước bài vị tổ tiên khiến vua cha rất buồn lòng, sau nhờ có bà Nguyên phi dạy dỗ mới cải thiện được. Trong một lá thư đề ngày 11 tháng 4 năm 1801 gửi cho Letondal, L. Barisy viết rằng :Đông Cung là người đã ra mặt che chở cho tất cả những người Âu, đã bảo vệ cho đạo Thiên Chúa... đích thực là một người bạn thành thật.

## Hậu sự

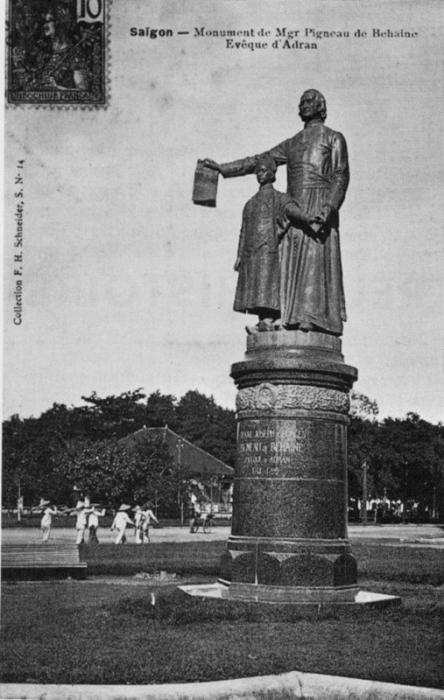
Tượng đài Bá Đa Lộc nắm tay vương tử Nguyễn Phúc Cảnh tại Sài Gòn, vào khoảng năm 1900, gần Nhà thờ Đức Bà

### Mệnh bạc mất sớm
Mùa xuân năm Tân Dậu (1801), ông bị bệnh đậu mùa và mất vào ngày 7 tháng 2 năm Tân Dậu (tức 20 tháng 3 năm 1801), hưởng dương 22 tuổi. Có khả năng ông đã tiến hành qua lễ rửa tội trước lúc mất và cũng có người nghi ngờ cái chết của ông là do bị đầu độc.
Thái tử Cảnh ở ngôi 8 năm, từng nắm việc quân, trấn thủ đất Gia Định, uy đức lan rộng trong ngoài, được vua cha Nguyễn Ánh đặt rất nhiều kì vọng cho người nối nghiệp tương lai. Ngày ông mất, Nguyễn Ánh rất là đau xót, nhưng vì đang ở ngoài mặt trận nên không thể dự đám tang của con được, chỉ sai Nguyễn Văn Nhân, Nguyễn Tử Châu cùng bộ lễ sửa việc tang. Sắc cho thành Gia Định đình việc tế tự lớn nhỏ cho đến ngày an táng mới thôi. Bình Khang, Bình Thuận thì đình 13 ngày. Về việc giá thú thì thành Gia Định đình 60 ngày, Bình Khang, Bình Thuận đình 30 ngày. 
Đông cung Nguyễn Phúc Cảnh được an táng tại huyện Bình Dương thuộc phủ Tân Bình trấn Gia Định. Năm 1802, Nguyễn vương tiêu diệt Tây Sơn, đặt niên hiệu là Gia Long năm 1806 lên ngôi Hoàng đế lập ra Vương triều Nguyễn. Tháng 9 năm 1805, cho thờ Đông cung ở Tả vu nhà Thái miếu, cho tên hiệu là Anh Duệ Hoàng thái tử (英睿皇太子), lập nhà thờ ở xã Vĩ Dạ.Năm thứ 8, đưa về táng ở xã Dương Xuân.
Mùa thu tháng 7 năm 1823, vua Minh Mạng cho sửa nhà thờ của Anh Duệ thái tử. Đến năm 1884, vì kị vào thụy hiệu Dực Tông Anh hoàng đế (Tự Đức) nên cải xưng là Tăng Duệ Hoàng thái tử. Cùng năm đó vì cớ nhà thờ bị nát hỏng, vua Kiến Phúc cho rước thần chủ về đặt thờ phụ ở Hưng miếu.

### Vợ con chịu nhục

Hoàng thân Nguyễn Phước Dân tức Kỳ Ngoại hầu Cường Để (1882 - 1951), cháu 4 đời của Hoàng tử Cảnh.

Nguyễn Phúc Cảnh mất, để lại một vợ là Tống Thị Quỳnh (宋氏瓊), - 27 tháng 6, 1824) và hai người con trai là Nguyễn Phúc Đán (阮福旦), tức Hoàng tôn Mỹ Đường và Nguyễn Phước Kính tức Hoàng tôn Mỹ Thùy. Đáng lẽ Mỹ Đường với thân phận cháu đích tôn sẽ là người kế vị của nhà Nguyễn, nhưng mọi việc lại không diễn ra theo hướng như thế.
Lược thuật theo Đại Nam chính biên liệt truyện (Sơ tập, Quyển 2):
Trước đây, thấy vua ở ngôi mà tuổi đã cao, các quan liền xin lập ngôi trừ vị trong số đó, có người đề nghị thẳng là nên lập Hoàng tôn Đán nhưng vua không nghe.
Năm 1817, Gia Long lập Hoàng tử Đảm, là con của Thứ phi họ Trần, làm Thái tử, phong Mỹ Đường làm Ứng Hòa công, Mỹ Thùy làm Thái Bình công. Năm 1820, Thái tử Đảm lên kế vị tức là vua Minh Mạng. Năm 1823, Minh Mạng ban bài thơ Đế hệ thí và các bài thơ Phiên hệ thí, trong đó Hoàng tôn Đán đổi tên thành Mỹ Đường, là người đứng đầu đệ nhất chính hệ của Anh Duệ hoàng thái tử, được ban cho một bài thơ để đặt tên lót cho con cháu như sau:
Mỹ Lệ Tăng Cường Tráng/Liên Huy Phát Bội Hương/Lệnh Nghi Hàm Tốn Thuận/Vỹ Vọng Biểu Khôn Quang.
Năm Minh Mạng thứ 5 (1824), có người bí mật tố cáo rằng Mỹ Đường tư dâm với mẹ ruột. Không rõ thực hư câu chuyện này ra sao hay chỉ là lời đồn đãi trong cung cấm, cũng không thấy có điều tra nghị định gì cả, mà chỉ thấy vua Minh Mạng sai Lê Văn Duyệt thi hành án dìm chết bà Tống Thị Quỳnh đồng thời tước đoạt toàn bộ danh hiệu của Mỹ Đường, giáng làm thường dân. Người đời sau cho rằng đó là vụ án oan, do vua Minh Mạng bày ra nhằm triệt hạ thế lực dòng trưởng, đảm bảo cho ngôi vị của mình.
Năm 1826, Thái Bình công Mỹ Thùy mắc chứng hoác loạn cấp tính mà chết, thụy là Mẫn Khác, không có con trai nối dòng. Vua cho lấy con trưởng của Mỹ Đường là Lệ Chung (1821 - 1879), tập phong làm Ứng Hòa Hầu để lo việc phụng thờ Anh Duệ Hoàng thái tử. Đến năm thứ tám (1827), đổi phong Lệ Chung làm Thái Bình Hầu. Sau này con nuôi của Lê Văn Duyệt là Lê Văn Khôi khi nổi dậy chống lại triều đình Minh Mạng đã lấy danh nghĩa tôn phò hậu duệ của Đông cung Cảnh.
Năm 1833, vua theo bọn Phan Huy Thực, Tôn Thất Bằng, cho chép tên các con của Mỹ Đường vào sổ tôn thất, đến năm 1837 lại tước bỏ đi. Trừ Lệ Chung được cho miễn nghị vì để giữ việc tế tự cho Đông cung Cảnh, còn những người con khác là Lệ Ngân, Thị Vân, Thị Dao đều bị truất làm Thứ nhân, tước bỏ tên trong sổ tông thất. Năm 1848, Đại học sĩ điện Đông Các là Vũ Xuân Cẩn dâng biểu nói về công lao của Thừa Thiên Cao Hoàng hậu và Anh Duệ Hoàng thái tử, mà tội của Mỹ Đường chỉ là làm mất luân thường của bản thân mà thôi, và tâu xin tấn phong cho Lệ Chung và cấp lương bổng hằng tháng cho Mỹ Đường. Vua Tự Đức chuẩn theo, sau đó cho tuân theo việc năm 1833, phục lại tên con cháu Mỹ Đường trong sổ tông thất và cấp cho lương bổng hàng tháng cho Mỹ Đường. Năm 1849, Mỹ Đường qua đời, hưởng thọ 52 tuổi, cùng năm tấn Lệ Chung làm Cảm Hóa quận công, vẫn giữ việc tế tự cho Anh Duệ thái tử. Năm 1865, Lệ Chung vì trộm hút thuốc phiện nên bị giáng phong làm Đình hầu.
Sách Việt sử giai thoại có lời bàn:
Thời ấy, có hai tội thuộc hàng đại ác không thể tha, ấy là bất trung và thất đức. Bất trung thì con trai trưởng của Hoàng tử Cảnh chẳng có biểu hiện gì, vậy thì Minh Mạng muốn được yên vị trên ngai, ắt phải khép Mỹ Đường vào tột thất đức là thông dâm với mẹ. Ôi, giá mà Mỹ Đường chẳng phải cháu đích tôn của Gia Long thì đời ông sẽ êm thấm biết ngần nào... 
Lệ Chung sinh Hàm Hóa Hương công Tăng Nhu, Tăng Nhu sinh Kỳ Ngoại hầu Cường Để, một nhà Cách mạng chống Pháp của Việt Nam đầu thế kỉ XX.

## Đánh giá
GS. Nguyễn Khắc Thuần nhận xét: 
Mới ba tuổi đầu đã phải bị đưa làm con tin, lênh đênh khắp chân trời góc biển, đó là một bạc phước. Ở ngôi Đông cung chưa được bao lâu, tuổi thanh xuân đang bừng sức sống mà bỗng dưng mắc bệnh đậu mùa rồi mất, đó là hai lần bạc phước. Hành trạng của Hoàng tử Cảnh đúng sai thế nào, hậu thế sẽ bàn sau, nhưng xét phận riêng đắng cay chìm nổi như thế, kể cũng là đáng thương lắm thay! .
Trích tờ tấu của Vũ Xuân Cẩn dâng lên vua Tự Đức năm 1848
Thừa Thiên Cao hoàng hậu giúp Thế tổ Cao hoàng đế ta, rừng biển gập ghềnh, trải mùi gian khổ, sinh ra Anh Duệ thái tử, tuổi mới lên 4, đã vâng mệnh đi sang Tây dương, góc biển bên trời, một chuyến đi 6 năm. Ngày trở về tiến phong làm Nguyên soái, chính vị Đông cung, giữ thành Gia Định, trấn đất Diên Khánh, thu lại Bình Thuận, lấy lại Phú Yên. Khi đi theo thì coi quân, khi ở nhà thì coi nước. Ba quân vâng theo mệnh lệnh, trăm họ trông nhờ ơn uy, công nghiệp rỡ ràng, tiếng tăm lừng lẫy. Chẳng may tuổi trẻ chết đi,...
Theo Đại Nam liệt truyện của Quốc sử quán triều Nguyễn
Lúc ông tuổi nhỏ gặp khi vận nước gian truân, lặn lội sóng gió, nương thân ở cõi xa, đi về 6 năm. Chính vị Đông cung vừa được 8 năm, khi ở thì coi việc nước, khi đi xa thì coi việc quân, uy đức rõ rệt ở trong ngoài, tới khi chết, xa gần nghe thấy đều đau khóc.
Theo cụ Vương Hồng Sển, cho đến ngày nay,  người miền Nam sinh con ra đặt tên con đứa đầu lòng luôn luôn là "thứ hai" rồi "thứ ba", "thứ tư", mà không dùng chữ "Cả" là vì tưởng niệm Đông cung Cảnh (sinh thời gọi là ông Hoàng Cả).